# 머큐리 (기업)
주식회사 머큐리(영어: Mercury)는 대한민국의 인터넷 유무선 단말기, 위성장비 등 정보통신장비 생산 기업이다.

## 역사
1983년 대우그룹의 계열사인 대우통신 주식회사로 설립되었다.